# Extension normale
En mathématiques, une extension L d'un corps K est dite normale ou quasi-galoisienne si c'est une extension algébrique et si tout morphisme de corps de L dans un corps le contenant, induisant l'identité sur K, a son image contenue dans L. 
De façon équivalente, l'extension L/K est normale si elle est algébrique et si tout conjugué d'un élément de L appartient encore à L. 
Cette propriété est utilisée pour définir une extension de Galois : c'est une extension algébrique séparable et normale.

## Remarques introductives
Le théorème fondamental de la théorie de Galois montre qu'il existe une correspondance féconde entre une extension finie L sur K et son groupe de Galois, si le groupe est suffisamment riche. Le groupe de Galois désigne l'ensemble des automorphismes de corps de L laissant K invariant.
Soit P un polynôme à coefficients dans K avec une racine r dans L. Chaque morphisme de corps de L qui fixe K a pour image de r une autre racine de P. Pour que le groupe de Galois soit suffisamment riche, il est nécessaire que toutes ces racines soient dans L. Ce qui se traduit par le fait que tout morphisme a pour image L.
Une autre condition est nécessaire, elle est liée à la séparabilité et est traitée dans l'article Extension séparable. Si les deux conditions sont réunies, alors l'extension est dite de Galois et les conditions du théorème fondamental sont réunies. 
Dans le cas où la séparabilité est garantie, par exemple parce que le corps K est parfait, alors il est possible de trouver une bonne extension normale. Par exemple, dans le cas d'un polynôme à coefficients dans un corps K parfait, il existe une plus petite extension normale contenant les racines du polynôme, c'est le corps de décomposition du polynôme.
Le théorème fondamental de la théorie de Galois possède de nombreuses applications. Citons par exemple le théorème d'Abel-Ruffini qui donne une condition nécessaire et suffisante pour qu'une équation polynomiale soit résoluble par radicaux.

## Définition
Soit K un corps, L une extension algébrique de K. L'extension L est dite normale si une des propriétés équivalentes est vérifiée : 
1. Tout morphisme de corps de L laissant invariant K et à valeurs dans Ω, une clôture algébrique de K contenant L, est un automorphisme de L ;
2. tout polynôme irréductible à coefficients dans K, ayant au moins une racine dans L, a toutes ses racines dans L (i.e. est un produit de facteurs linéaires dans L[X]) ;
3. les conjugués sur K de tout élément de L dans une clôture algébrique de L appartiennent encore à L ;
4. L est le corps de décomposition d'une famille de polynômes à coefficients dans K.

Exemples
- {\displaystyle \mathbb {Q} ({\sqrt {2}})} est une extension normale de {\displaystyle \mathbb {Q} } car il est le corps de décomposition de {\displaystyle x^{2}-2}.
- {\displaystyle \mathbb {Q} ({\sqrt[{3}]{2}})} n'est pas une extension normale de {\displaystyle \mathbb {Q} } étant donné que {\displaystyle \mathbb {Q} ({\sqrt[{3}]{2}})} contient la racine {\displaystyle {\sqrt[{3}]{2}}} du polynôme {\displaystyle x^{3}-2} mais pas les deux autres racines (non réelles).

## Propriétés
- Supposons L normale sur K et soit Γ le groupe de K-automorphismes de L. Soit LΓ le sous-corps des éléments de L invariants par tout élément de Γ. Alors LΓ est une extension radicielle de K et L est une extension galoisienne de LΓ. Inversement, si L est une extension galoisienne d'une extension radicielle de K, alors L/K est normale. Autrement dit, une extension algébrique de K est normale si et seulement si c'est une extension galoisienne d'une extension radicielle de K.
- En utilisant la clôture séparable de K dans L, on voit qu'une extension normale L/K est aussi une extension radicielle d'une extension galoisienne de K. Mais une extension radicielle d'une extension galoisienne n'est pas normale en général[1]. En particulier une composition d'extensions normales n'est pas normale en général. Le même phénomène se produit également pour les extensions galoisiennes.
- Une extension normale L/K est normale sur toute sous-extension.
- Le compositum dans une extension donnée de deux sous-extensions normales est normale.
- Une intersection de sous-extensions normales est normale.

## Clôture normale
Pour toute extension algébrique L/K, il existe une « plus petite » extension algébrique de L normale sur K. Cette extension, unique à isomorphisme près, est appelée la clôture normale de L sur K.
Si l'extension L/K est finie, sa clôture normale l'est aussi.

## Note
1. ↑  On considère un corps k de caractéristique p > 0, {\displaystyle K=k(x)} le corps des fractions à une variable, et {\displaystyle N} le corps de rupture du polynôme {\displaystyle y^{p}-x^{p-1}y-x}. C'est une extension galoisienne de groupe de Galois cyclique engendré par {\displaystyle y\mapsto y+x}. Considérons maintenant l'extension radicielle {\displaystyle L=N(y^{1/p})=k(x,y^{1/p})} de N. Alors L n'est pas normale sur K. En effet, le polynôme irréductible de {\displaystyle y^{1/p}} est {\displaystyle Z^{p^{2}}-x^{p-1}Z^{p}-x}. Mais {\displaystyle y^{1/p}+t^{1/p}} est une racine de ce polynôme n'appartenant pas à L.